# The Girl from Chicago (film, 1932)

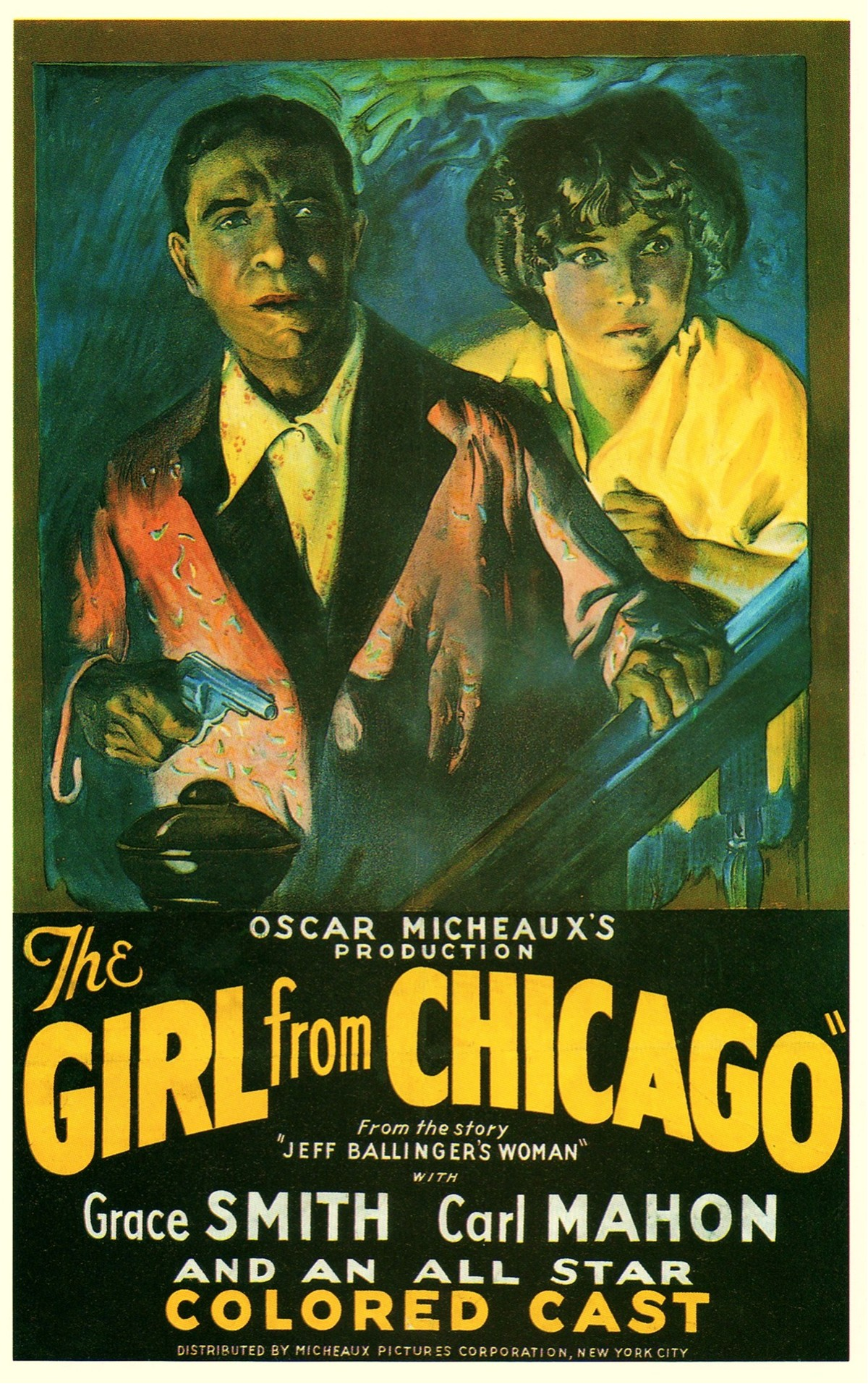
Affiche du film

Pour les articles homonymes, voir The Girl from Chicago.
The Girl from Chicago est un film américain écrit, réalisé et produit par Oscar Micehaux avec des acteurs uniquement afro-américains. Il est sorti en 1932.

## Synopsis
Un agent fédéral se retrouve affecté au Mississippi, où il tombe amoureux d'une jeune femme. Il l'aide à échapper à un voyou local, et ils sont impliqués dans l'assassinat d'un racketteur cubain à Harlem.

## Fiche technique
- Réalisation : Oscar Micheaux
- Scénario : Oscar Micheaux
- Producteur : Oscar Micheaux
- Photographie : Sam Orleans
- Distributeur : Micheaux Pictures Corporation
- Genre : Drame[1]
- Montage : Richard Halpenny
- Durée : 70 minutes
- Date de sortie : 1932

## Distribution
- Carl Mahon : Alonzo White
- Starr Calloway : Norma Shepard
- Alice B. Russell : Miss Warren
- Eunice Brooks : Mary Austin
- Minto Cato : Mary's sister
- John Everett : Jeff Ballinger
- Frank H. Wilson : Wade Washington
- Cherokee Thornton : A Switch
- Grace Smith : Liza Hatfield
- Edwin Cary : A numbers collector
- Juano Hernandez : Gomez